# 里賓西克
51°54′41″N 32°25′56″E / 51.91139°N 32.43222°E
里賓西克（烏克蘭語：Рибинськ），是烏克蘭北部的村莊，隸屬切爾尼希夫州的科留基夫卡區。該村始建於1920年，面積1.32平方公里，海拔高度174米，2001年人口425，人口密度每平方公里322.2人。